# Brenac

Brenac este o comună în departamentul Aude din sudul Franței. În 1 ianuarie 2018 avea o populație de 219 de locuitori.